# Рецептор лептина
Рецептор лептина, также известный как LEP-R или OB-R, представляет собой белок, который у человека кодируется геном LEPR. LEP-R является рецептором для гормона лептина, производимого главным образом клетками жировой ткани. Рецептор лептина также называется CD295 (кластер дифференцировки 295).
Рудольф Лейбел обнаружил ген лептина с Джеффри Фридманом и другими в 1994 году. Через некоторое время он, работая с сотрудниками в Millennium Pharmaceuticals и коллегой Стримсоном Чуа, подтвердил клонирование рецептора лептина с помощью стратегии для клонирования ob и db, продемонстрировав на физической карте, включающей db и fa, что рецептор лептина, клонированный из сети кровеносных сосудов и клеток в желудочках головного мозга, использовал лептин как лиганд. Lepob/ob — линии мышей, имеющих мутировавший на 6-й хромосоме ген лептина. Мутация имеет аутосомно-рецессивный характер. При данном типе мутации у мышей развиваются  ожирение, гиперинсулинемия и гипогликемия. LepRdb/db — линия мышей с мутацией в гене рецептора лептина на четвёртой хромосоме, она имеет аутосомно-рецессивный характер. Эта линия практически идентична линии Lepob/ob. Линия  fa/fa же имеет мутацию гена рецептора лептина на пятой хромосоме. Данная мутация приводит к проблемам со связыванием лептина с поверхностью рецептор-эксперессирующих клеток, к развитию устойчивости к лептину в головном мозге. При этой мутации  у мышей также развивается гипергликемия, резистентность к инсулину, гиперинсулинемия, гиперлипидемия и умеренная гипертензия. К тому же у животных фиксируются поражение почек и гипертрофированность островков Лангерганса.

## Функции
Гормон лептин регулирует массу жировой ткани, воздействуя на гипоталамус и влияя на аппетит и расходование энергии. В норме лептин подавляет аппетит и способствует снижению массы тела. Также лептин воздействует на процесс полового созревания. Он действует через рецептор лептина, одиночный трансмембранный  рецептор из семейства цитокинов.

## Вариации
Идентифицировано три вида рецептора лептина:
- гидрофобный рецептор лептина
- мембранный рецептор лептина, имеющий короткий внутриклеточный домен и неспособный осуществлять трансдукцию гормонального сигнала,
- мембранный рецептор, способный передавать гормональный сигнал и имеющий длинный внутриклеточный домен. Данный тип рецептора активнее всего экспрессируется в гипоталамусе. Примечательно, что он имеет последовательности, определяющие взаимодействие внутриклеточного домена с Янус-киназой  и белками транскрипции, и путём фосфорилирования активирует белки STAT-3, STAT-5, STAT-6[9]

## Клиническое значение
Видоизменения в рецепторе лептина влекут за собой ожирение, повышенную восприимчивость к заражению дизентерийной амебой и нарушения полового созревания.

## Животные модели
db/db мыши являются моделями c ожирением, сахарным диабетом и дислипидемией. У них понижена активность рецептора лептина, поскольку эти мыши гомозиготны по  гену рецептора лептина с точечной мутацией. В преодолении ожирения db/db мышам помогло вынужденное плавание благодаря усилению экспрессии разобщающих белков.